# Malcolm al III-lea al Scoției
Malcolm al III-lea (n. 26 martie 1031, Scoția, Regatul Unit – d. 13 noiembrie 1093, Alnwick, Regatul Angliei) a fost regele Scoției. El a fost fiul cel mai tânăr al regelui Duncan I al Scoției. Domnia lui Malcolm a durat 35 de ani, precedând începutul epocii scoto-normande.
Malcolm a devenit rege după ce l-a acuzat de trădare și l-a asasinat pe Lulach al Scoției, lângă Huntly pe 23 aprilie 1058.

## Prima căsătorie
Conform raportărilor lui Orderic Vitalis, una dintre primele acțiuni ale lui Malcom ca rege a fost călătoria sa spre sud, la curtea lui Eduard Confesorul, în 1059, pentru a aranja o căsătorie cu ruda lui Eduard, Margatera, care ajunsese în Anglia după ce petrecuse câțiva ani în Ungaria. Dacă această aranjare a căsătoriei era făcută în 1059, acest lucru ducea la un eșec, fiind explicată invazia scoțienilor la Northumbria în 1061, când Lindisfarne a fost jefuit.
Malcolm s-a căsătorit cu văduva lui Thorfinn Sigurdsson, Ingibiorg, o fiică a lui Finn Arnesson. Cei doi au avut un fiu, pe Duncan al II-lea, care avea să devină rege mai târziu. Unii comentatori medievali au susținut că Duncan ar fi fost nelegitim, însă această afirmație este o propagandă pentru a submina pretențiile urmașilor din partea celei de-a doua soție a lui Malcolm.
Căsătoria lui Malcolm cu Ingibiorg a securizat pacea în nord și vest. Tatăl ei era consilierul lui Harald, iar după ce Harald a căzut, Finn a fost făcut Conte de Sweyn Estridsson. Malcolm s-a bucurat de o relație pașnică cu Contele de Orkney.

## Malcolm și Margareta
Deși Malcolm i-a acordat sanctuar lui Tostig Godwinson atunci când a fost alungat din Northumbrians, Malcolm nu a fost direct implicat în invazia împotriva Angliei de către Harald și Tostig în 1066, care s-a încheiat cu înfrângerea și moartea lor în bătălia de la Stamford Bridge. În 1068, el a acordat azil unui grup de exilați englezi care fugeau de William de Normandia, printre care se aflau Agatha, văduva lui Eduard Confesorul, nepotul său Eduard Exilatul și copii lui, Edgar Ætheling și surorile lui, Margareta și Cristina.
În 1069 exilații s-au întors în Anglia pentru a se alătura unei revolte răspândite în nord. La sfârșitul anului 1070, Malcolm s-a căsătorit cu sora lui Edgar, Margareta de Wessex, viitoarea Sfântă Margareta a Scoției.
Numele copiilor ei reprezintă o rupere a tradiților Regale Scoțiene, cum ar fi Malcolm, Cináed and Áed. Fiii Margaretei au fost: Eduard, numit după tatăl ei, Eduard Exilatul; Edmund, după bunicul ei, Edmund Ironside, Ethelre după străstrăbunicul Edgar Nepregătitul.
După mai multe încercări de a prelua puterea, în 1072, după ce și-a asigurat poziția, Wiliam de Normandia a venit în nord cu o flotă și o armată. Malcolm l-a întâlnit pe Wiliam la Abernethy, iar conform Cronicilor anglo-saxone, a devenit omul său și l-a predat pe fiul său cel mare, Duncan, ca ostatic și a aranjat pacea între William și Edgar. Acceptarea suzeranității regelui Angliei nu era nici o noutate. Acordul lui Malcolm cu regele englez a fost urmat de mai multe raiduri în Northumbria, care a dus la probleme continue în titlurile engleze și la asasinarea Episcopilui William Walcher la Gateshead. În 1080, William l-a trimis pe fiul său Robert Curthose în nord, în timp ce fratele său Odo i-a pedepsit pe oamenii din Northumbrians. Malcolm a făcut încă o dată pace, iar de această dată a ținut peste un deceniu.

## Ultimii ani
În timp ce conducea un marș spre nord, Malcolm a fost atacat de către Robert de Mowbray, Conte de Northumbria, ale cărui terenuri fuseseră devastate in apropiere de Alnwick pe 13 noiembrie 1093. Acolo, el a fost ucis de Arkil Morel, administratorul Castelului Bamburgh. Margareta a murit la scurt timp după ce a primit vestea morții soțului și fratelui ei.

## Copiii
Malcolm și Ingebjorg au avut trei băieți:
- Duncan al II-lea al Scoției, care la urmat pe tatăl său la tronul Scoției
- Donald, a murit în 1094
- Malcolm, a murit în 1085

Malcolm și Margareta au avut opt copii:
- Eduard, omorât în 1093
- Edmund al Scoției
- Ethelred
- Regele Edgar al Scoției
- Regele Alexandru I al Scoției
- Regele David I al Scoției
- Edith a Scoției, s-a căsătorit cu regele Henric I al Angliei
- Maria a Scoției, s-a căsătorit cu Eustace al III-lea Boulogne